# Kakābād
Kakābād (persiska: كك آباد, كِكوَ, كَكوِه, كوكاوا, كاكا آباد) är en ort i Iran.   Den ligger i provinsen Zanjan, i den nordvästra delen av landet, 250 km väster om huvudstaden Teheran. Kakābād ligger 1 947 meter över havet och antalet invånare är 360.
Terrängen runt Kakābād är kuperad åt nordost, men åt sydväst är den platt.Runt Kakābād är det ganska tätbefolkat, med 80 invånare per kvadratkilometer. Närmaste större samhälle är Solţānīyeh, 13,9 km söder om Kakābād. Trakten runt Kakābād består i huvudsak av gräsmarker.